# Komuna e Novoselës, Korçë prefektur
Komuna e Novoselës är en kommun i Albanien.   Den ligger i prefekturen Qarku i Korçës, i den sydöstra delen av landet, 120 km sydost om huvudstaden Tirana.
Runt Komuna e Novoselës är det glesbefolkat, med 17 invånare per kvadratkilometer.